# E.G. TIME
《E.G. TIME》是E-girls的第3張原創專輯。於2015年1月1日發行。唱片公司為rhythm zone。

## 概要
- 與上一張原創專輯《COLORFUL POP》相距約9個月。儘管發布日期是2015年1月1日，實際上已經開始從2014年12月25日在CD店出售。
- 收錄第9張單曲《E.G. Anthem -WE ARE VENUS-》至第12張單曲《Mr. Snowman》4首A面曲和4首B面曲，共8首曲目。
- 新曲《Music Flyer》是E-girls和AKB48主演，Talk Live App「755」電視廣告歌曲。
- 新曲《寡婦·搖滾曲》是E-girls第9首翻唱歌曲，原唱者為山口百惠；亦是高絲「ADDICTION」電視廣告歌曲。
- 新曲《自由女神 〜Yuvuraia〜》是山崎麵包《Lunch Pack》電視廣告歌曲。
- 新曲《希望之光 〜相信奇蹟〜》是Dream第24張單曲《如此地》的B面曲。此專輯收錄的版本以Dream成員為主音，並加入藤井夏戀、川本璃、鷲尾伶菜、市來杏香、武部柚那等作和音和伴唱。
- 本作分「初回限定盤A（2CD+3Blu-rays）」、「初回限定盤B（2CD+3DVDs）」、「初回限定盤C（2CD+Blu-ray）」、「初回限定盤D（2CD+DVD）」和「CD盤」5種版本。
- 專輯以雙CD發行，Disc 2為《E-girls RYDEEN Remixies》，收錄多首《RYDEEN 〜Dance All Night〜》的混音版本
- DVD收錄了《E.G. Anthem -WE ARE VENUS-》、《大家來跳舞》、《Highschool♡love》、《Mr. Snowman》、《Move It! -Dream & E-girls TIME-》5首歌曲的Music Video，並收錄E-girls單獨演唱會「E-girls LIVE TOUR 2014 "COLORFUL LAND" in 日本武道館」全曲影像及演唱會記錄片（Documentary Movie）。
- 在1月12日於公信榜專輯週排行榜取得第1位，繼《Lesson 1》、《COLORFUL POP》後，連續三張專輯於排行榜取得第1位。

## 收錄內容

### CD（Disc 1）
1. Introduction
2. E.G. Anthem -WE ARE VENUS-
（作詞：岡田マリア・Litz、作曲：CLARABELL、編曲：CLARABELL・ArmySlick）
9th單曲、NTT DOCOMO「dヒッツ 〜E-girls編〜」的電視廣告歌曲
3. Mr. Snowman
（作詞：花 空木、作曲：FAST LANE、LISA DESMOND）
12th單曲、UHA味覺糖「e-maのど飴」的電視廣告歌曲
4. Music Flyer
（作詞・作曲：中田康貴）
Talk Live App「755」電視廣告歌曲
5. Move It! -Dream & E-girls TIME-
（作詞：Lauren Kaori、作曲：Lauren Kaori,M.I,Kohei Yokono）
12th單曲、《Mr. Snowman》的B面曲
6. 寡婦·搖滾曲（ロックンロール・ウィドウ）
（作詞：阿木燿子、作曲：宇崎竜童、編曲：萩田光雄）
高絲「ADDICTION」電視廣告歌曲
7. Highschool♡love
（作詞：michico、作曲・編曲：T.Kura・michico・Albi Albertsson）
11th單曲、富士電視台劇集《麻辣教師GTO》主題曲、品牌Samantha Thavasa「Samantha Vega meet E-girls」電視廣告歌曲。
8. 大家來跳舞（おどるポンポコリン）
（作詞：さくらももこ、作曲：織田哲郎、編曲：ArmySlick）
10th單曲、動畫《櫻桃小丸子 -出道30週年紀念原作祭版-》主題曲
9. 自由女神 〜Yuvuraia〜（自由の女神 〜ユーヴライア〜）
（作詞：花 空木、作曲：Jam9・ArmySlick）
山崎麵包《Lunch Pack》電視廣告歌曲
10. 高興! 快樂! 我愛你!（うれしい! たのしい! 大好き!）
（作詞・作曲：吉田美和）
10th單曲、《大家來跳舞》的B面曲
11. Again
（作詞：Kanata Okajima、作曲・編曲：Jon Hallgren・Kanata Okajima）
11th單曲、《Highschool♡love》的B面曲
12. 巧克力（ショコラ）
（作詞：藤林聖子・NA.ZU.NA、作曲：NA.ZU.NA、編曲：家原正樹・NA.ZU.NA）
9th單曲、《E.G. Anthem -WE ARE VENUS-》的B面曲
13. 滿懷歉意的Kissing You（E.G. TIME version）（ごめんなさいのKissing You）
（作詞：Yu Shimoji、作曲・編曲：CLARABELL(RzC)）
14. Follow Me（E.G. TIME version）
（作詞：藤林聖子、作曲：Jam9/ArmySlick）
15. 希望之光 〜相信奇蹟〜（Dream & E-girls version）（希望の光 〜奇跡を信じて〜）
（作詞：EXILE ATSUSHI、作曲：Ryosuke Shigenaga）

### CD（Disc 2）
1. RYDEEN -Dance All Night- (m-flo Remix)
2. RYDEEN -Dance All Night- (DJ DARUMA & CHAKI ZULU Remix)
3. RYDEEN -Dance All Night- (Yellow Claw Remix)
4. RYDEEN -Dance All Night- (HABANERO POSSE Remix)
5. RYDEEN -Dance All Night- (WATAPACHI Remix)
6. RYDEEN -Dance All Night- (m-flo DnB Remix)

### DVD（Disc 1）
1. Move It! -Dream & E-girls TIME-（Music Video）
2. E.G. Anthem -WE ARE VENUS-（Music Video）
3. Highschool♡love（Music Video）
4. Mr. Snowman（Music Video）
5. 大家來跳舞（Music Video）
6. 大家來跳舞（Animation Clip）
7. 「E-girls LIVE TOUR 2014 "COLORFUL LAND"」Documentary Movie

### DVD（Disc 2）
E-girls LIVE TOUR 2014 "COLORFUL LAND" in 日本武道館 01
1. Opening
2. RYDEEN 〜Dance All Night〜
3. 滿懷歉意的Kissing You
4. JUST IN LOVE
5. One Two Three
6. Diamond Only
7. 喜歡嗎? / Shizuka + 鷲尾伶菜
8. 離別 / Shizuka + 鷲尾伶菜
9. JUICY LOVE / Happiness
10. Show Me Your Heart / Happiness
11. We Can Fly / Happiness
12. PEACE SUNSHINE / Dream
13. Only You / Dream
14. 白雪公主 / Flower
15. 熱帶魚的淚 / Flower
16. 太陽和向日葵 / Flower

### DVD（Disc 3）
E-girls LIVE TOUR 2014 "COLORFUL LAND" in 日本武道館 02
1. 制服舞蹈組曲
2. Celebration!
3. 轉啊轉
4. CANDY SMILE
5. Follow Me
6. THE NEVER ENDING STORY ～告訴你一個小秘密～
7. 向日葵（E-girls Version）
8. E.G. Anthem -WE ARE VENUS-
9. 高興! 快樂! 我愛你!
10. 大家來跳舞
11. 約定的地方

## 選拔成員

### Music Flyer
- 主唱：Shizuka、Aya、Ami、Erie、藤井夏戀、川本璃、鷲尾伶菜、市來杏香、武部柚那

### 寡婦·搖滾曲
- 主唱：Shizuka、Erie、鷲尾伶菜

### 自由女神 〜Yuvuraia〜
- 主唱：Shizuka、Ami、藤井夏戀、鷲尾伶菜

### 希望之光 〜相信奇蹟〜
- 主唱：Shizuka、Aya、Ami、Erie
- 伴唱/合唱：藤井夏戀、川本璃、鷲尾伶菜、市來杏香、武部柚那